# Polizeiruf 110: Im Alter von …
Im Alter von … ist ein deutscher Kriminalfilm von Heinz H. Seibert über einen pädophilen Sexualstraftäter. Der Film wurde 1974 für die Reihe Polizeiruf 110 gedreht, aber noch vor Fertigstellung von den DDR-Behörden verboten. Die Erstausstrahlung war ursprünglich für den 23. Februar 1975 vorgesehen. Der Fernsehfilm galt lange als vernichtet, konnte jedoch bis 2011 anhand eines erhaltenen Kameranegativs rekonstruiert werden. In Neusynchronisation erlebte er 2011 seine Fernsehpremiere.

## Handlung
Mit einem kaputten Keilriemen bleibt Jenny Gerlachs Trabant an der Autobahn stehen. Vergeblich versucht die Frau, die mit ihrem 13-jährigen Sohn Ben, genannt Bennie, unterwegs ist, den Wagen zu reparieren. Bennie spricht einen älteren Mann an, der unweit Rast macht: Es handelt sich um Oberleutnant Peter Fuchs. Die Überraschung ist groß, als sich herausstellt, dass sich Peter Fuchs und Jenny Gerlach von früher kennen. Peter Fuchs war ein guter Freund ihres verstorbenen Mannes Werner, verlor die Familie jedoch nach seiner Versetzung nach Berlin aus den Augen. Die nächsten Tage verbringen die drei gemeinsam und Peter Fuchs und Bennie schließen Freundschaft, zumal der Junge seinen Vater nie bewusst kennengelernt hat. Er starb bei einem Unfall, als Bennie drei Jahre alt war. Eines Tages gehen Peter Fuchs und Jenny essen, während sich Bennie mit seinem besten Freund Till am Tonsee zum Schwimmen treffen will. Als Till zum See kommt, findet er zwar Bennies Fahrrad und seine Kleider vor, Bennie jedoch ist verschwunden. Nach einer langen Suche wendet sich Till an Peter Fuchs und Jenny. Sofort beginnt eine großangelegte Suche. Kurz darauf wird Bennies Leiche gefunden.
Peter Fuchs wird aufgrund seiner persönlichen Bekanntschaft mit Jenny und Bennie vom Fall abgezogen. Stattdessen übernehmen Oberleutnant Jürgen Hübner und Leutnant Vera Arndt die Ermittlungen. Bei der Suche im Gebiet werden zahlreiche weggeworfene Gegenstände gefunden, darunter eine Colaflasche und ein Taschentuch mit den Initialen „P. T.“. Auf der knapp außerhalb des Suchradius um den Tatort aufgefundenen Flasche lassen sich die Fingerabdrücke von Horst Reisenweber nachweisen. Er musste am Tattag zwar arbeiten, machte jedoch bereits mittags Schluss und fuhr nach eigener Aussage in den Folgestunden in der Gegend umher. Er war mit Bennie bekannt, brachte er ihm doch das Tennisspiel bei. Ein Mann sah ihn am Tattag im Wald. Auch ein zweiter Mann gerät unter Verdacht: Karl Fischer kannte die beiden Jungen schon lange und besitzt unweit des Tonsees eine kleine Werkstatt, in der er für die Kinder der Gegend Reparaturen vornimmt. In seiner Werkstatt entdeckt Jürgen Hübner zwar versteckt das Foto eines von hinten nackt aufgenommenen Kindes, doch gilt Karl Fischer als unverdächtig: Er ist verheiratet und hat vier kleine Töchter.
Es wird deutlich, dass der Täter möglicherweise sexuelle Motive hatte. Mehrere Kinder berichten, dass sie von einem Mann belästigt wurden. Das Phantombild bringt jedoch keine genaue optische Übereinstimmung mit einem der bekannten Männer. Die Ermittler erfahren, dass in der Gegend des Fundortes ein besonderes Erdfarbgemisch vorherrscht: Raseneisenerz ist typisch für die Gegend. Jürgen Hübner nimmt heimlich Erdspuren an den Reifen von Karl Fischers Motorrad ab. Bei einer Befragung von Fischers Frau erfährt er, dass nicht Fischer der Vater der vier Mädchen ist, sondern sie aus erster Ehe stammen. Frau Fischer war mit einem gewissen Peter Teurich verheiratet – die gesuchten Initialen auf dem Taschentuch. Als die Ermittler Karl Fischer festnehmen wollen, hat der sich bereits das Leben genommen. In seinem Abschiedsbrief gesteht er den Mord an Bennie Gerlach im Detail. Jürgen Hübner äußert die Hoffnung, dass es sich um einen Einzelfall handelte.

## Produktion
Im Alter von … wurde unter dem Arbeitstitel Am hellerlichten Tag vom 10. September bis zum 13. November 1974 in Ost-Berlin, Zossen, Königs Wusterhausen und Umgebung gedreht. Die Kostüme schuf Helga Dürwald, die Filmbauten stammen von Helmut Korn, Michael König und Jürgen Malitz.
Das ursprüngliche Szenarium der Autorin Dorothea Kleine basierte auf dem Fall des Sexualstraftäters Erwin Hagedorn, der in der DDR nach dem Mord an drei Jungen zum Tode verurteilt und hingerichtet wurde. Regisseur Heinz H. Seibert wurde mit einer Neufassung des Drehbuchs beauftragt, die keine Rückschlüsse auf den Fall Erwin Hagedorn zulassen sollte. Obwohl Seiberts Drehbuch zunächst positiv aufgenommen wurde, stieß der Film kurz vor Abschluss der Dreharbeiten plötzlich auf Ablehnung. Von staatlicher Seite der DDR wurde befürchtet, dass der Film „in der westdeutschen Presse zu großes Aufsehen erregen“ könnte.
Im November 1974 wurde die sofortige Beendigung der Dreharbeiten angeordnet, nachdem das Innenministerium der DDR die Dreharbeiten zuvor massiv behindert hatte. Unter anderem wurden Komparsen vom Dreh abberufen und wichtige Technik von den Dreharbeiten abgezogen. Der Film war im Rohschnitt fertiggestellt, als er Anfang 1975 mit dem Drehbuch abgeliefert werden musste. Bis September 1975 fanden interne Vorführungen mit geänderter Filmhandlung statt. Seitdem galten Film und Drehbuch als vernichtet, auch wenn bereits 1990 von einer erhaltenen Kopie des Films berichtet wurde. Der Fall Hagedorn sollte in der Folge vertuscht werden. In der BRD war der Fall von dem Schriftsteller Friedhelm Werremeier zum Buch Der Fall Heckenrose verarbeitet worden.
Im Jahr 2009 wurde im Deutschen Rundfunkarchiv zufällig das Kameranegativ entdeckt, das in falsch beschrifteten Filmdosen der Vernichtung entgangen war. Bei den Recherchen zu seinem Hörfunkfeature Eher regnet es Tinte … nahm der Journalist und Hörfunkautor Thomas Gaevert Kontakt mit der Autorin Dorothea Kleine auf. Sie machte ihm im Mai 2009 ein Exemplar des verschollen geglaubten Filmdrehbuchs zugänglich. Für das am 3. November 2010 beim Südwestrundfunk gesendete Feature konnten damit erstmals die wichtigsten Szenen aus dem Drehbuch in einer Hörspielfassung umgesetzt und somit der Öffentlichkeit vorgestellt werden.
Ende 2010 entschied sich der MDR zur Rekonstruktion des wiederaufgefundenen Filmmaterials. Als Anlass diente das im Juni 2011 bevorstehende 40-jährige Jubiläum der Polizeiruf-Reihe. Da die Tonspur auch weiterhin verschollen blieb, entschied man sich für eine komplette Synchronisation anhand des von Gaevert dem Rundfunkarchiv Potsdam-Babelsberg zur Verfügung gestellten Drehbuches. Die Rollen wurden dabei von damals aktiven Polizeiruf-Ermittlern sowie ehemaligen Ermittlern (Jürgen Zartmann, Andreas Schmidt-Schaller) eingesprochen, da einige der Darsteller, darunter Peter Borgelt und Jürgen Frohriep, bereits in den 1990er-Jahren verstorben waren.
Der Film erlebte am 23. Juni 2011 außerhalb des festen Polizeiruf-Sendeplatzes im MDR seine Fernsehpremiere. Im Anschluss folgte die Dokumentation 40 Jahre Polizeiruf 110, die unter anderem die Hintergründe zum Verbot des Films lieferte. Im Alter von … gehört neben Herbstzeit, Gelb ist nicht nur die Farbe der Sonne, Die lieben Luder, Klassenkameraden, Außenseiter und Kalter Engel zu den geplanten Polizeiruf-Folgen, die vor der Premiere zumeist aus politisch-ideologischen Gründen aus dem Folgenplan genommen und später als Einzelfilm gesendet wurden.
Im Alter von … ist einer von bisher zwei bekannten Polizeiruf-110-Filmen, die nach ihrer Herstellung verboten wurden. Im zweiten Fall handelt es sich um die vom 13. März bis 30. April 1984 überwiegend in Berlin und Umgebung gedrehte Folge Rosis Mann (Arbeitstitel: Das zweite Arbeitsverhältnis).

## Synchronisation
Synchronregie führte Irene Timm.
| Rolle                      | Darsteller        | Synchronsprecher         |
| -------------------------- | ----------------- | ------------------------ |
| Oberleutnant Peter Fuchs   | Peter Borgelt     | Oliver Stritzel          |
| Oberleutnant Jürgen Hübner | Jürgen Frohriep   | Andreas Schmidt-Schaller |
| Leutnant Vera Arndt        | Sigrid Göhler     | Anneke Kim Sarnau        |
| Major Wegener              | Stanisław Zaczyk  | Jaecki Schwarz           |
| Jenny Gerlach              | Wiesława Niemyska | Isabell Gerschke         |
| Ben „Bennie“ Gerlach       | Klaus Richter     | David Weyl               |
| Till Hochstetter           | Fred Österreich   | Gideon Finimento         |
| Karl Fischer               | Walter Lendrich   | Wolfgang Winkler         |
| Frau Fischer               | Teresa Lipowska   | Marie Gruber             |
| Horst Reisenweber          | Heinz Behrens     | Jürgen Zartmann          |
| Herr Zander                | Werner Kamenik    | Horst Krause             |
| Wirtin                     | Anneliese Müller  | Maria Simon              |

## Kritik
„Der heute betulich wirkende Film wurde damals Opfer der Zensur. Neu bearbeitet und synchronisiert (der Ton ging verloren) taugt er heute als Zeitzeugnis“, schrieb TV Spielfilm.
teleschau – der mediendienst nannte den Film ein „Produkt akribischer Fleißarbeit“ und fuhr fort: „Natürlich darf man sich nicht die Welt versprechen von einem 38 Jahre alten TV-Stück, von dem auch nur das tonlose Rohschnittmaterial gefunden wurde. Etwas betulich entfaltet sich die Geschichte, die bewusst lose auf einem authentischen Eberswalder Dreifachmord basiert. Der eigentliche Krimi findet sich nicht auf der Mattscheibe, sondern in der Entstehungsgeschichte“.

## TV-Dokumentation
- Matthias Ehlert, Thomas Gaevert, Lutz Pehnert: 40 Jahre Polizeiruf – Eine Erfolgsstory TV-Dokumentation, Erstsendung: 23. Juni 2011 im MDR

## Hörfunk
- Thomas Gaevert: Eher regnet es Tinte … Der Fall Hagedorn und ein Filmverbot. Hörfunkfeature, Produktion Südwestrundfunk, Erstsendung: 3. November 2010 auf SWR2.